# Christian M. Goldbeck
Christian Martin Goldbeck (Meschede, 21 febbraio 1974) è uno scenografo tedesco, vincitore del Premio Oscar alla migliore scenografia per Niente di nuovo sul fronte occidentale.

## Biografia
Christian Martin Goldbeck ha studiato scenografia presso l'HFF Konrad Wolf di Potsdam e si è laureato in architettura alla University of East London.
Nel 2004, ha lavorato alla scenografia del film The Edukators, presentato al Festival di Cannes 2004. Nello stesso anno, ha lavorato anche alla commedia Zucker!... come diventare ebreo in 7 giorni di Dani Levy. Nel 2009, ha lavorato come scenografo a Storm, presentato al Festival internazionale del cinema di Berlino. Successivamente, ha lavorato a film come Heidi di Alain Gsponer e Euphoria di Lisa Langseth. Nel 2023, ha vinto, assieme a Ernestine Hipper, il Premio Oscar alla migliore scenografia per Niente di nuovo sul fronte occidentale di Edward Berger. Dal 2023 è membro dell'Academy of Motion Picture Arts and Sciences. 

## Filmografia

### Cinema
- LiebesLuder, regia di Detlev Buck (2000)
- Big Girls Don't Cry - La vita comincia oggi (Große Mädchen weinen nicht), regia di Maria von Heland (2002)
- Musk Under Musk, regia di Markus Goller (2002)
- Luci lontane (Lichter), regia di Hans-Christian Schmid (2003)
- Anatomy 2 (Anatomie 2), regia di Stefan Ruzowitzky (2003)
- The Edukators (Die fetten Jahre sind vorbei), regia di Hans Weingartner (2004)
- Zucker!... come diventare ebreo in 7 giorni (Alles auf Zucker!), regia di Dani Levy (2004)
- Antikörper, regia di Christian Alvart (2005)
- Mouth to Mouth, regia di Alison Murray (2005)
- Requiem, regia di Hans-Christian Schmid (2006)
- Liebesleben, regia di Maria Schrader (2007)
- Krabat e il mulino dei dodici corvi (Krabat), regia di Marco Kreuzpaintner (2008)
- The Reader - A voce alta (The Reader), regia di Stephen Daldry (2008)
- Storm (Sturm), regia di Hans-Christian Schmid (2009)
- Dans letzte Schweigen, regia di Baran bo Odar (2010)
- Vicky e il tesoro degli dei (Wickie auf großer Fahrt), regia di Christian Ditter (2011)
- Wer wenn nicht wir, regia di Andres Veiel (2011)
- Was bleibt, regia di Hans-Christian Schmid (2012)
- Russendisko, regia di Oliver Ziegenbalg (2012)
- Un fantasma per amico (Das kleine Gespenst), regia di Alain Gsponer (2013)
- Alles ist Liebe, regia di Markus Goller (2014)
- Ich und Kaminski, regia di Wolfgang Becker (2015)
- Heidi, regia di Alain Gsponer (2015)
- SMS per te (SMS für Dich), regia di Karoline Herfurth (2016)
- Euphoria, regia di Lisa Langseth (2017)
- Sweethearts, regia di Karoline Herfurth (2019)
- Das perfekte Geheimnis, regia di Bora Dagtekin (2019)
- Exil, regia di Visar Morina (2020)
- Wunderschön, regia di Karoline Herfurth (2022)
- Niente di nuovo sul fronte occidentale (Im Westen nichts Neues), regia di Edward Berger (2022)
- Eine Million Minuten, regia di Christopher Dull (2024)

### Televisione
- Nachtschicht - miniserie TV, episodio 1x09 (2011)
- Operation Zucker - Jagdgesellschaft, regia di Sherry Hormann - film TV (2016)
- Der Andere - eine Familiengeschichte, regia di Feo Aladag - film TV (2016)
- Wir lieben das Leben, regia di Sherry Hormann - film TV (2018)
- 8 giorni alla fine (8 Tage) - miniserie TV, 3 episodi (2019)

## Riconoscimenti
- Premio Oscar
  - 2023 - Miglior scenografia per Niente di nuovo sul fronte occidentale
- BAFTA
  - 2023 - Candidatura alla miglior scenografia per Niente di nuovo sul fronte occidentale